# Kubaba

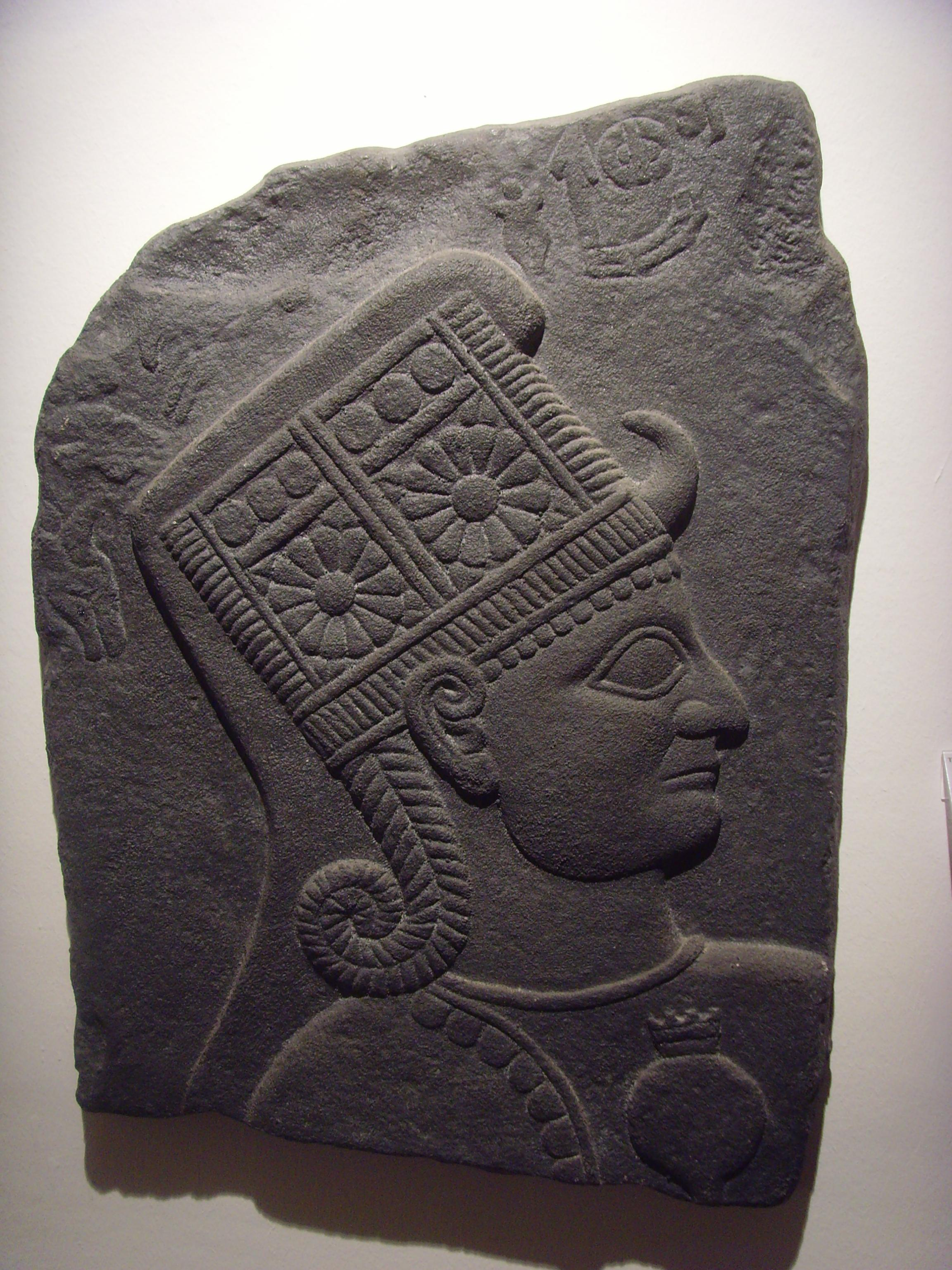
Relieve de Kubaba en forma de diosa.
Karkemish

Kubaba (en el Weidner o Crónica de Esagila; Sumerian: Kug-Bau) fue la única reina de la Lista Real Sumeria, que le estableció un reinado de 100 años, en el período arcaico III (ca. 2500-2330 a. C.) de Sumeria. Es una de las escasas mujeres que han gobernado con derecho propio en la historia de Irak. La mayoría de las versiones de la lista de reyes la coloca solitaria en su dinastía, de Kish III, que siguió a la derrota de Sharrumiter de Mari, pero otras versiones la dan en la cuarta dinastía, que sucedió a la primacía del rey de Akshak.
Kubaba es, por concepto histórico y hasta que se compruebe lo contrario, la primera mujer en la historia mundial en ser gobernante de un territorio independiente, la primera mujer en ser una monarca reinante y poseería según la lista oficial sumeria, uno de los reinados más largos de la historia, ya que se le estableció un periodo como gobernante de un siglo, en algún punto del año 2500 a.c. y el 2330 a.c
Su hijo, Puzur-Suen y su nieto, Ur-Zababa la siguieron en el trono de Sumer, como dinastía Kish IV en la lista de reyes, en algunas copias, como sucesores directos, y en otras, con intervención de la dinastía de Akshak. Ur-Zababa es conocido también como el rey que se dice que reinó en Sumer durante la juventud de Sargon el Grande del Imperio acadio, el cual puso a gran parte del próximo oriente bajo su mandato militar, poco después.

## Diosa
Los santuarios en honor de Kubaba se extendían por toda Mesopotamia. En el área hurrita, se puede identificar con Kebat, o Hepat, un título de la diosa madre hurrita, Hannahannah.
Kubaba se convirtió en diosa tutelar protectora de la antigua ciudad de Karkemish, en el alto Éufrates, durante los períodos hurrita tardío e hitita temprano. Algunos relieves, hoy en el Museo de las Civilizaciones de Anatolia, en Ankara, la muestran sentada, con un tocado cilíndrico, y sosteniendo un espejo circular en una mano, y una cápsula de amapola o una granada en la otra. Ella jugó un papel importante en los textos luvitas, y un papel menor en los hititas, especialmente en los rituales hurritas.
Según Mark Munn, su culto se extendió posteriormente, y su nombre fue adaptado al de la diosa principal de los reinos neohititas en Anatolia, que evolucionó a matar (madre) en Frigia, o a matar kubileya (Cibeles), cuya imagen aparece, con inscripciones en esculturas de piedra.
Su nombre lidio era Kuvav o Kufav, transcrito por los griegos jonios en Kybêbê; Jan Bremmer destaca en este contexto del siglo VII a. C. Semónides de Amorgos, que llama a su Helena, seguidora de un kybêbos, y observa que en los siglos siguientes ella fue helenizada por Hiponacte como "Kybêbê, hija de Zeus". Las diosas frigias, por otra parte, tienen poco parecido con Kubaba, que era deidad soberana en Sardes, conocida por los griegos como Kybebe.